# Nordicum-Mediterraneum
Nordicum-Mediterraneum es una revista académica anual y revisada por pares dedicada a los estudios nórdicos y mediterráneos. 
En particular, la revista explora los lazos históricos, culturales, económicos, políticos, científicos, religiosos y artísticos entre Islandia e Italia. 
Nordicum-Mediterraneum aparece en el Directorio de Revistas de Acceso Libre de las Bibliotecas de la Universidad de Lund y EBSCO host.